# Jaydee
 (février 2013).
Si vous disposez d'ouvrages ou d'articles de référence ou si vous connaissez des sites web de qualité traitant du thème abordé ici, merci de compléter l'article en donnant les références utiles à sa vérifiabilité et en les liant à la section « Notes et références ».
Ne doit pas être confondu avec Jay Dee.
Pour les articles homonymes, voir Albers et Jaydee (homonymie).
Jaydee, de son vrai nom Robin Albers, est un DJ et musicien néerlandais né en 1958, connu pour son titre Plastic Dreams paru en 1992 chez R&S. Il a également sorti un album, intitulé House Nation, en 2000, chez le canadien ISBA Music Entertainment Inc. et Dino Music.

## Carrière

### Débuts
Au début des années 1990, Robin Albers est DJ à l'AVRO. Avec l'arrivée sur le marché des ordinateurs Atari ST (disposant d'un séquenceur MIDI) et après quelques leçons de piano, Albers commence à composer ses premiers morceaux, tandis que DJ Sven (nl) — coauteur du succès de l'année 1986 Holiday Rap en duo avec son partenaire MC Miker G — lui apprend les bases de la production musicale.

### Animateur
Il devient ensuite l'animateur de l'émission radiophonique For Those Who Likes To Groove, émission désignée comme « meilleure émission dance des Pays-Bas » trois années de suite, ce qui le fait distinguer par la profession en 1992[réf. nécessaire].

### Producteur
Outre ses compositions musicales sous le pseudonyme de Jaydee, Robin Albers dirige également son propre label, First Impression, et sa discothèque près d'Utrecht, le Vianen.

### Compositeur
Un jour d'août 1992, après un fort joint, Robin Albers se met à son Atari et compose plusieurs morceaux. Parmi ceux-ci se trouve  un morceau instrumental durant un peu plus de dix minutes. Il la joue pour la première fois devant le public de la discothèque Goldfinger (nl) à Rosmalen, entre deux DJ gabbers. Au fil des semaines, Albers ajuste son son, pour aboutir au morceau définitif.
Encouragé par Orlando Voorn (en), auteur du morceau Format - #1, et par Frits van Swoll de la maison de disques Dureco, de fil en aiguille, Albers entre en contact avec R&S, en Belgique. Mais il manque un titre ; celui-ci lui est inspiré par une anecdote au sujet de Donald Trump, dont la carte bancaire « Platinum », ce petit morceau de plastique, lui ouvre de si larges horizons. Ce sera donc Plastic Dreams.
Sorti en 1993, le morceau lui offre une renommée mondiale. Jaydee est même le premier DJ à jouer à Moscou. Et le morceau est toujours joué plus de vingt ans après sa sortie.

### Anecdote
Dans son épisode A State Of Trance Episode 800 part 2, Armin van Buuren explique que Jaydee est la personne qui, en lui passant un coup de téléphone pour lui proposer de faire une émission de radio, était à la base de ce qui deviendra A State of Trance, une émission qui existe toujours, plus de 15 ans après.